# Серра-да-Ештрела

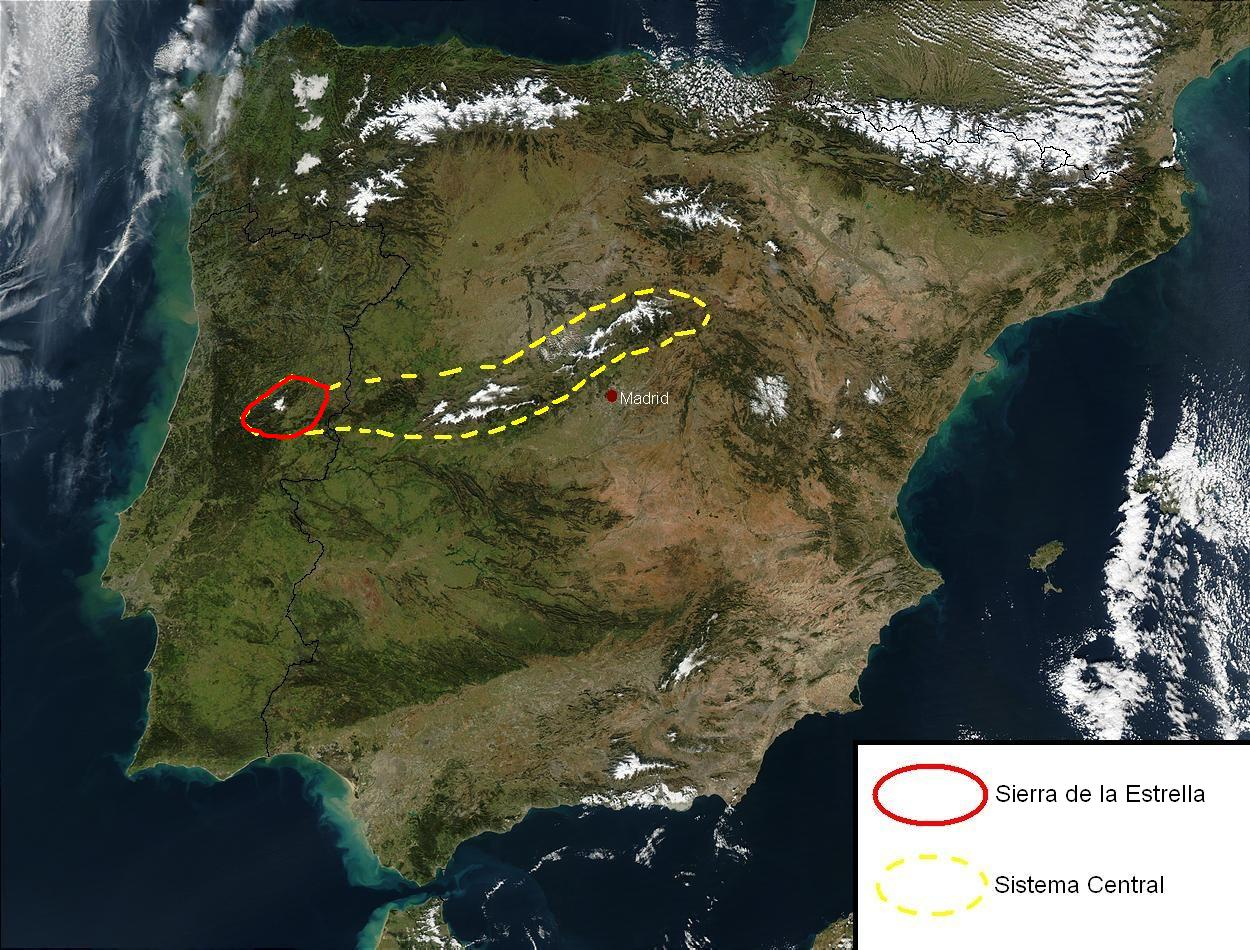
Центральні (жовті) й Ештрельські (червоні) гори

Ештре́льські гори, або се́рра-да-Ештре́ла (порт. Serra da Estrela, МФА: [ˈse.ʁɐ dɐ ʃ.ˈtɾe.ɫɐ], «Зірковий кряж») — гірський хребет (серра) в Португалії. Найвищий у країні. Крайня західна частина Центральних гір Піренейського півострова. Простягається зі сходу до центру Континентальної Португалії, в провінції Бейра, округах Гуарда і Каштелу-Бранку. Розташований між муніципалітетами Сейя, Мантейгаш, Говейя, Гуарда і Ковілян. Протяжність — близько 100 км. Найбільша ширина — 30 км. Найвища точка — гора Торре («Башта», 1993 м над рівнем моря), друга за висотою вершина країни після Піку на Азорах. Схили хребтів вкриті лісами і чагарниками, на вершинах вище 1500 метрів — луки. В горах беруть початок річки Мондегу, Зезере, Алва тощо. Частина території входить до складу природного парку «Серра-да-Ештрела», де працює гірськолижний курорт. Традиційний скотарський регіон.

## Назви
- Гермінієві гори (лат. Herminius Mons, порт. Montes Hermínios) — антична назва.
- Ештрельські гори — сучасна назва.
- Зіркові гори

Серра-да-Ештрела - Serra da Estrela
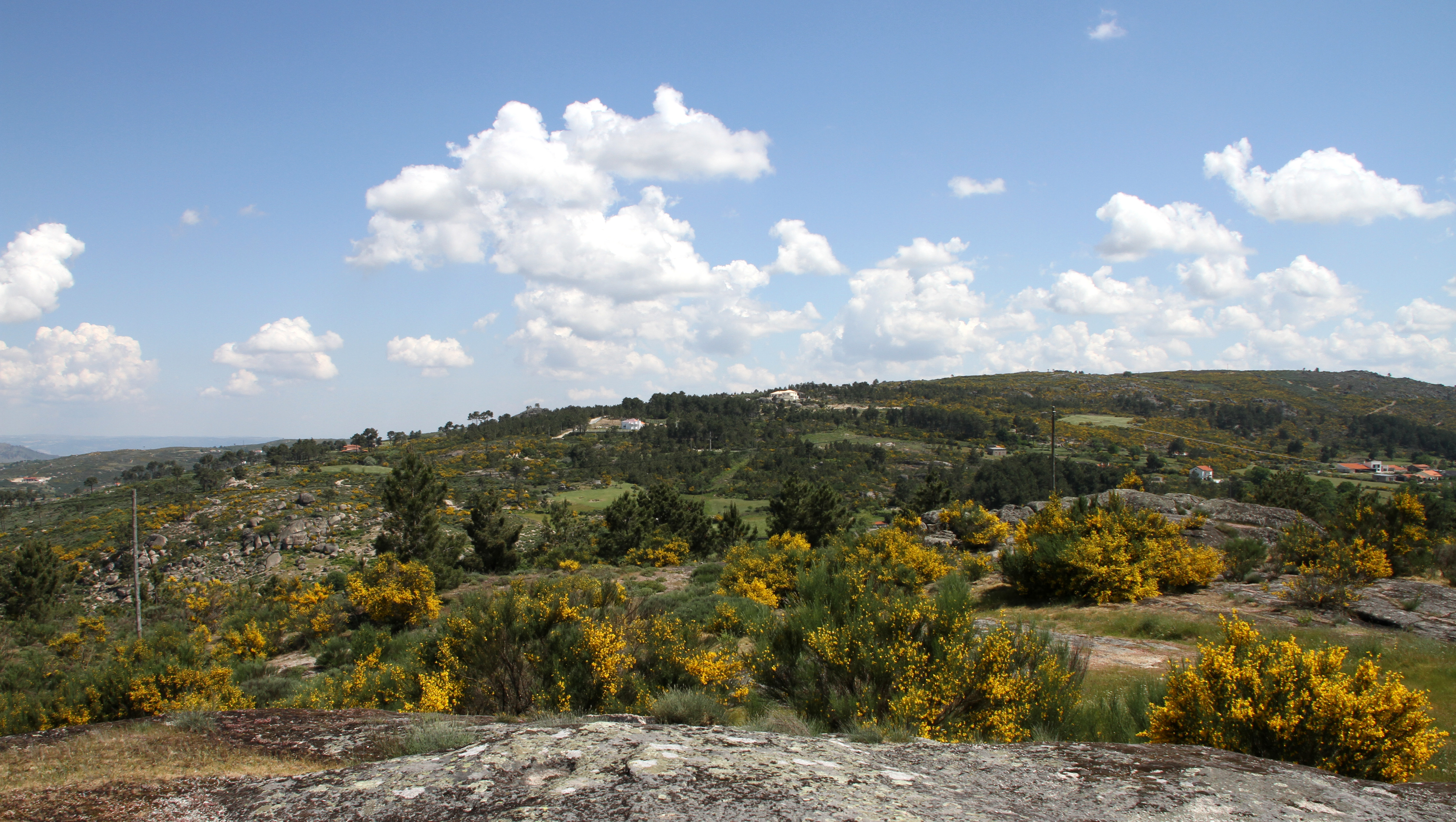
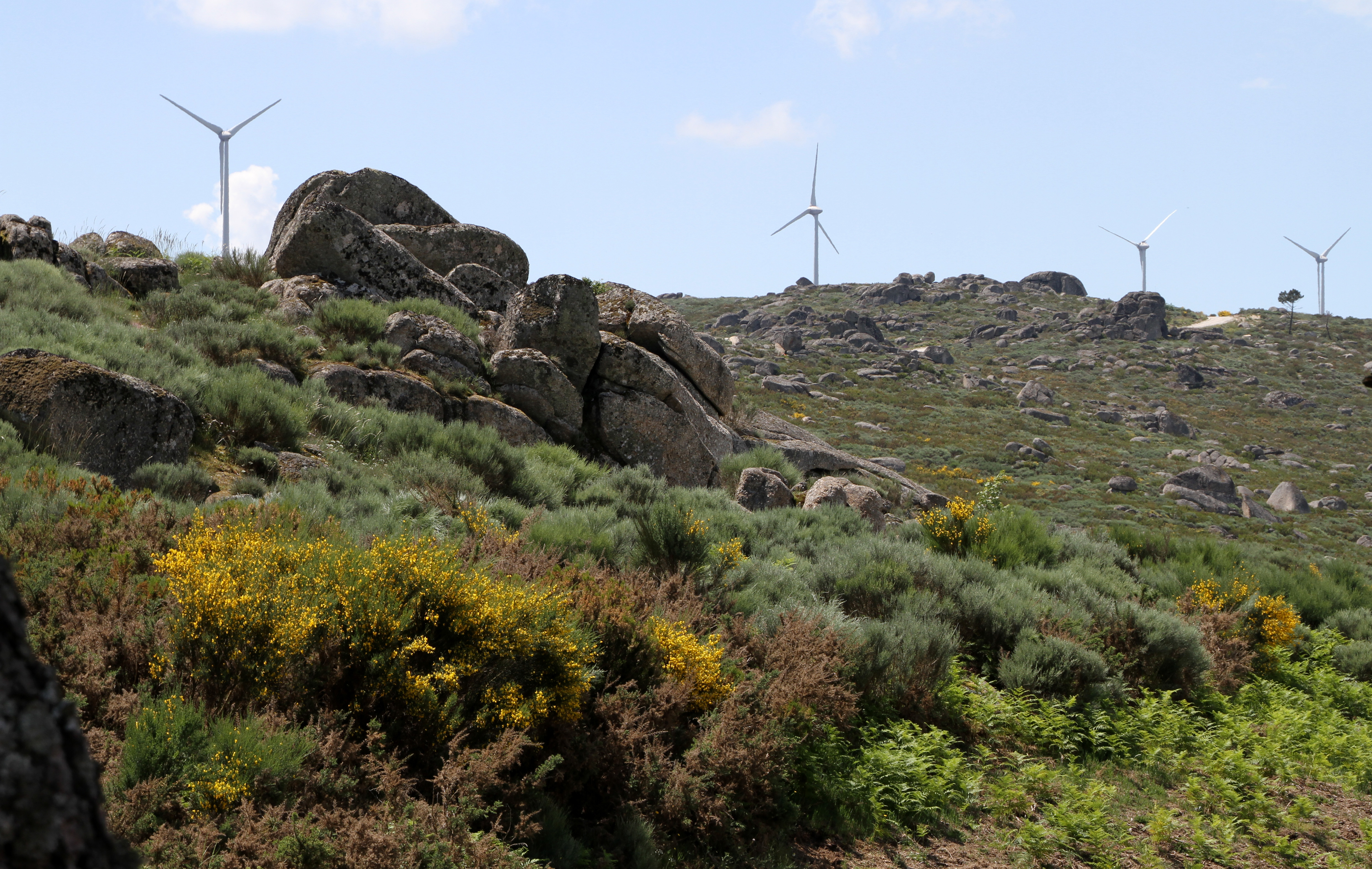
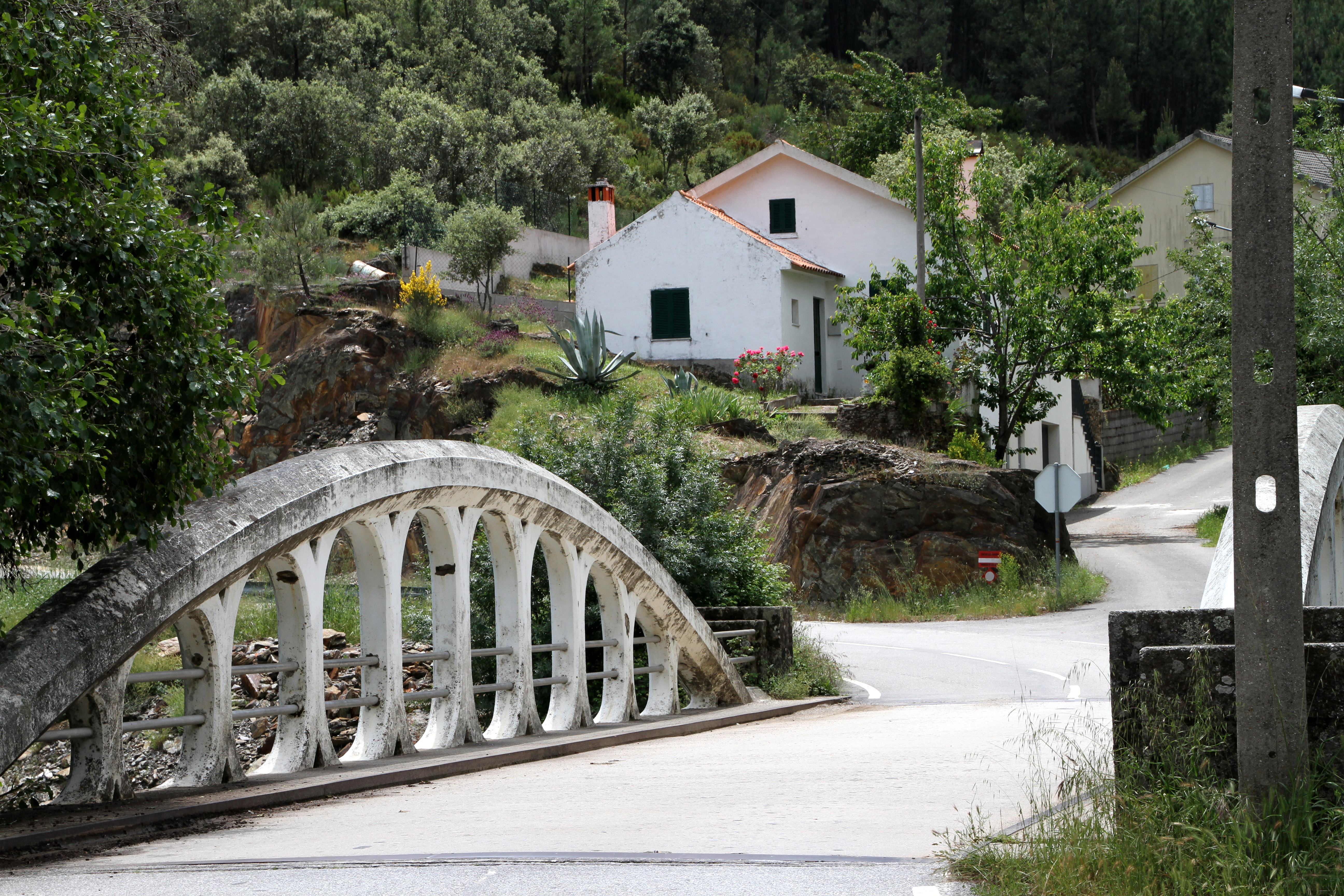
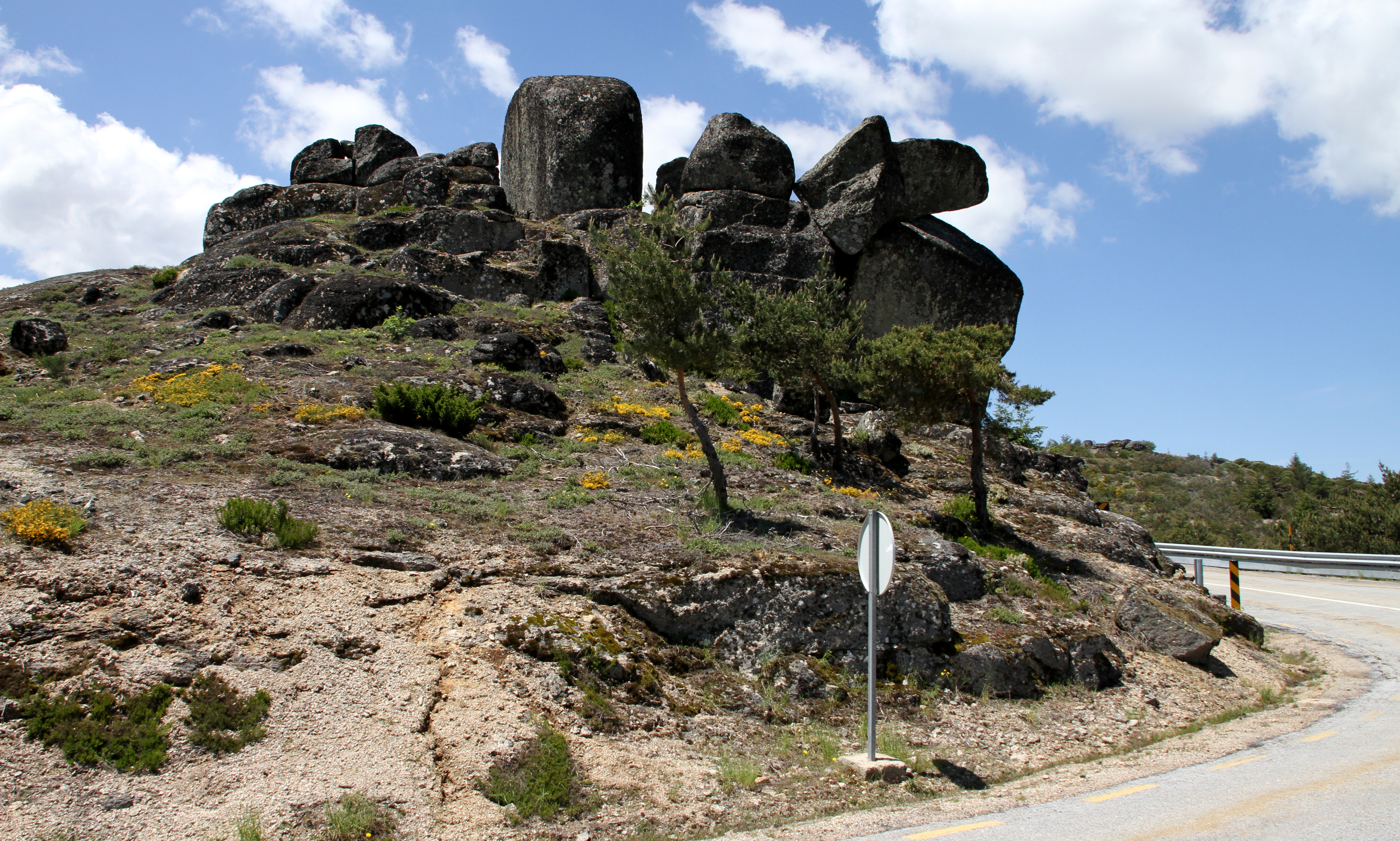
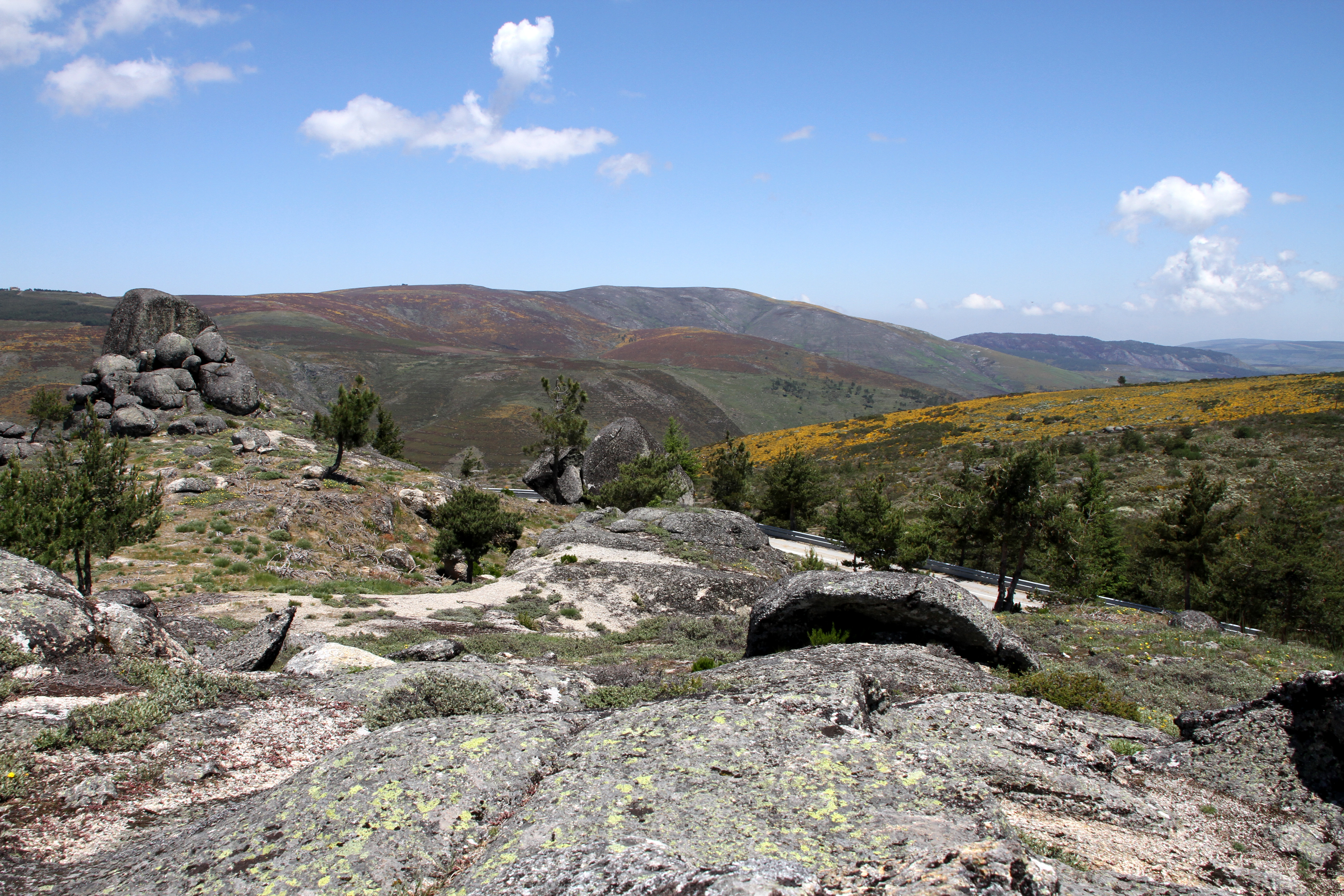
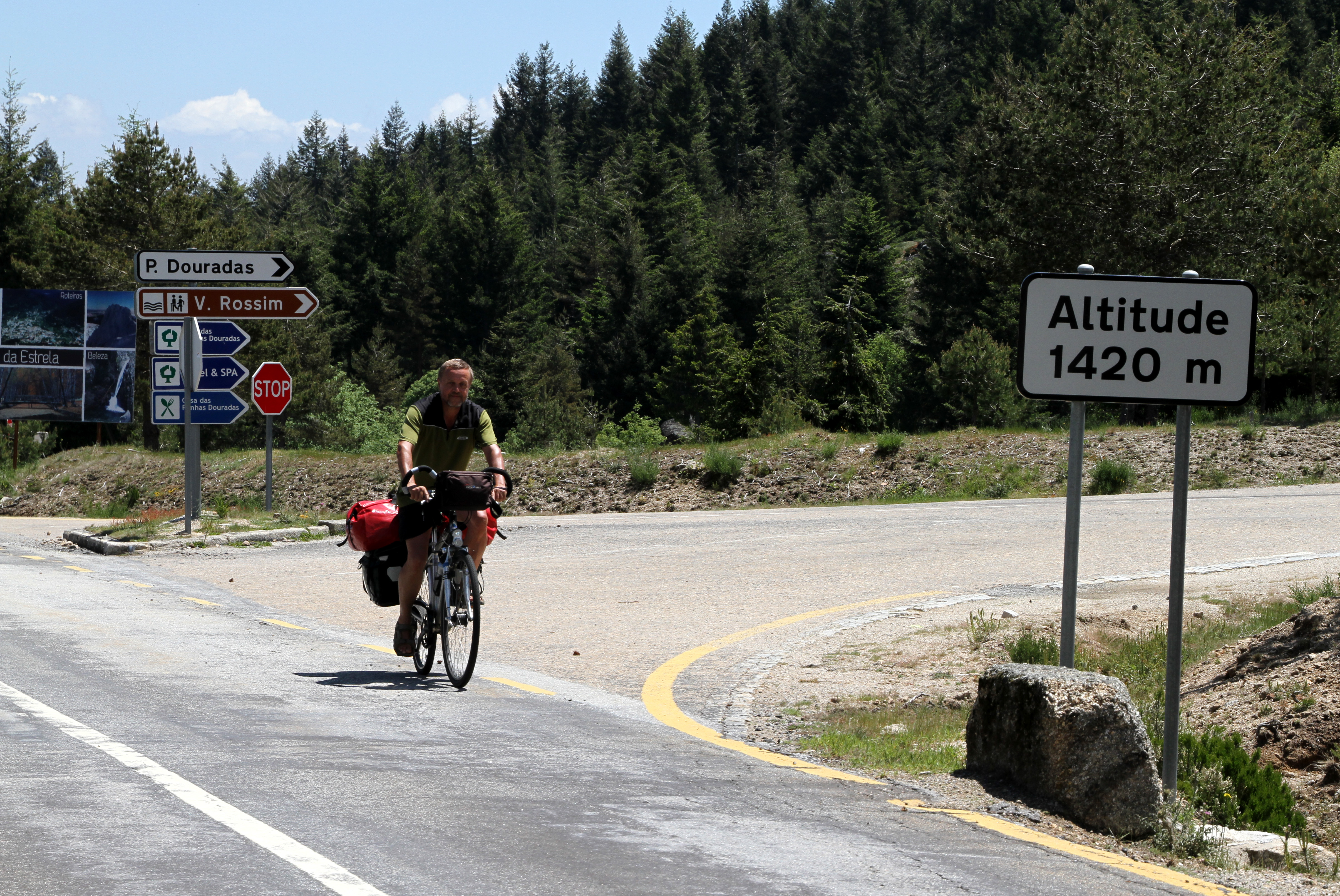
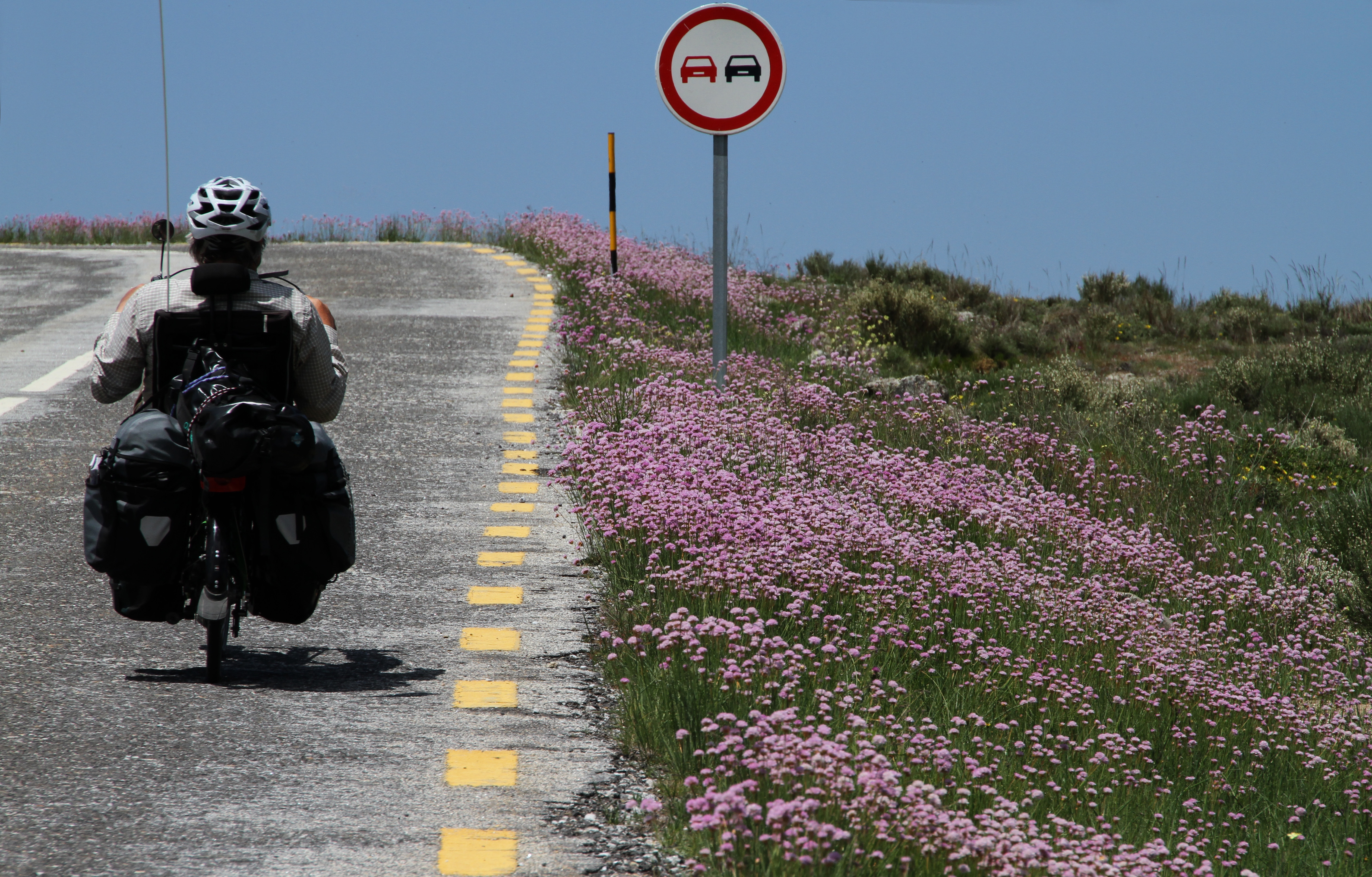
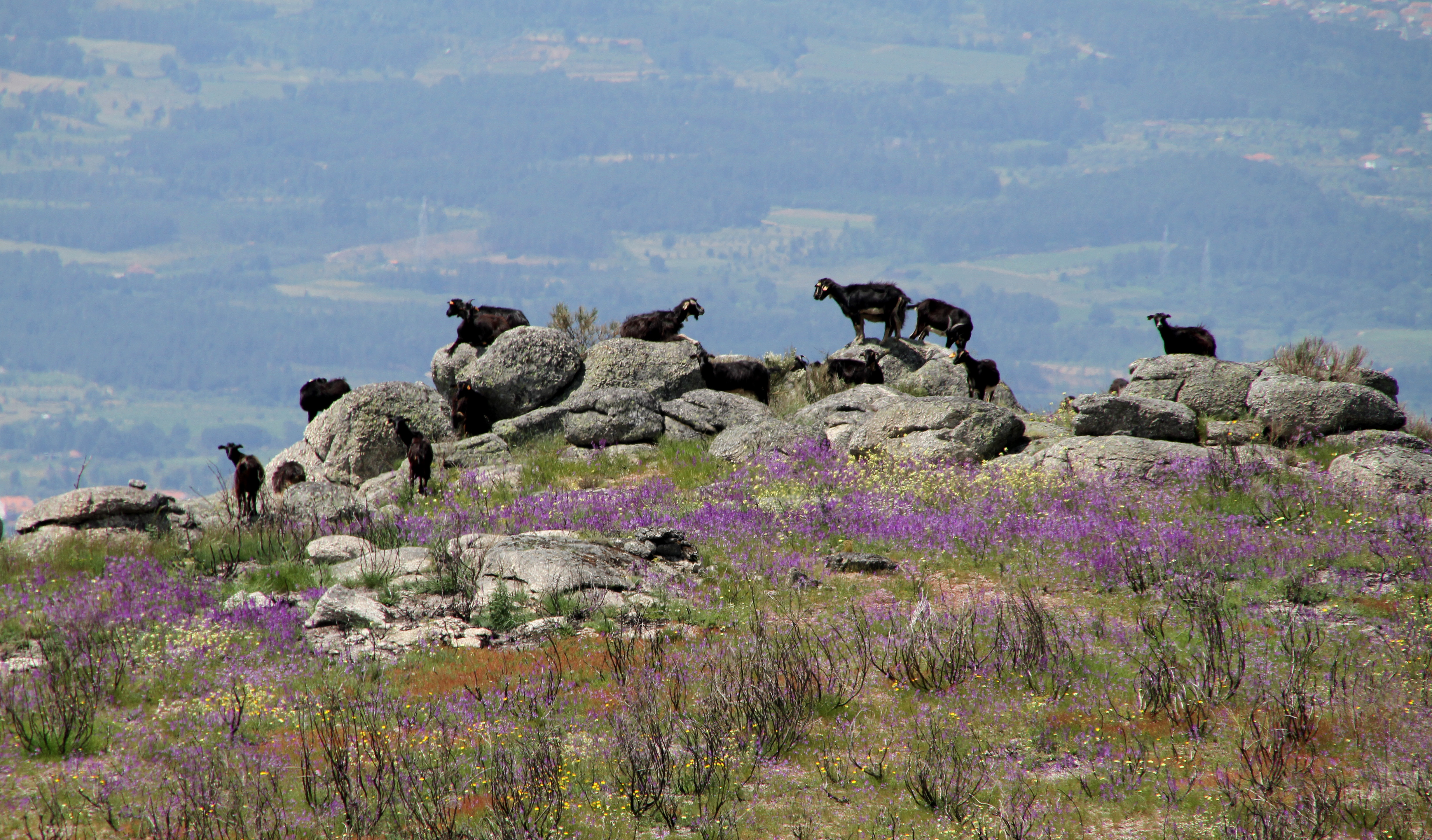